# Errance diagnostique
Pour les articles homonymes, voir Errance (homonymie).
L'errance diagnostique (parfois dénommée « odyssée » thérapeutique) est la période au cours de laquelle un diagnostic se fait attendre, ou simplement l'absence d'un diagnostic pertinent. Cette errance est source de souffrance pour le malade, ses proches et ses soignants, plus encore en cas d'erreur diagnostique délétère ; elle peut aussi être associée à une « errance thérapeutique ».
Elle se manifeste notamment, mais pas uniquement, dans les cas des 6 000 à 7 000 maladies rares (de « modérément » à « très rares » face auxquelles un ou des médecins se trouvent dans l'incapacité de proposer un bon diagnostic. À l'opposé, il peut aussi s'agir de maladies plus répandues comme l'hémochromatose, la myasthénie ou la maladie de Lyme, mais qui semblent encore difficiles à diagnostiquer (on parle alors de retard de diagnostic). Dans le monde, environ 300 millions de personnes sont touchées par une maladie rare. En France, si chaque maladie rare ne touche que moins de 30 000 personnes, trois à quatre millions de Français sont néanmoins concernés directement (parmi environ 30 millions de personnes touchées en Europe). Dans le monde, l'errance diagnostique tend à diminuer, mais elle persiste notamment chez les personnes atteintes de maladies rares (avec un quart des personnes atteintes d'une maladie rare qui attend près de quatre ans avant le début d'une recherche du diagnostic).

Un cas particulier est celui des situations indéterminées d'affections réémergentes ou non encore reconnues, ou dont la réelle signification reste discutée.
Généralement, cette errance commence avec un temps de doute et d'incertitude quant à réalité, la sévérité de la maladie et de ses symptômes, temps plus ou moins long selon le délai d'apparition de symptômes et/ou de manifestations cliniques, suivi d'un second temps, celui nécessaire à l'obtention du diagnostic final, en moyenne 4 à 5 ans pour les personnes atteintes de maladies rares qui ont pu être diagnostiquées. Ce temps peut être modulé par la difficulté à diagnostiquer la maladie, mais aussi par l'offre de soins, l'accès aux professionnels de santé et aux spécialistes, les contraintes et délais de rendez-vous pour les consultations, certaines restrictions financières imposées par les systèmes d'assurance, etc..
Le patient peut aussi sous-estimer ou mal interpréter ses symptômes, être confronté à une ou plusieurs « impasses diagnostiques » (qui « résulte de l'échec à définir la cause précise de la maladie après avoir mis en œuvre l'ensemble des investigations disponibles en l'état de l'art. Elle concerne les malades atteints d'une forme atypique d'une maladie connue, ou d'une maladie dont la cause génétique ou autre n'a pas encore été reconnue ») ; et/ou finir par abandonner sa demande de soin pour des raisons financières, ou faute d'avoir été entendu. Peu d'études internationales ont porté sur les facteurs des errances diagnostiques et thérapeutiques et sur le ressenti de ces patients. Et on ignore le nombre de patients qui n'ont jamais pu être correctement diagnostiqués, nombre qui pourrait bientôt être fortement réduit grâce à l'utilisation de l'intelligence artificielle comme aide au diagnostic des maladies rares ou difficiles à diagnostiquer.

## Enjeux
Pouvoir nommer la maladie et confirmer aussi précocement que possible le diagnostic est un enjeu majeur de santé publique ; le « droit au bon diagnostic » est aussi une forte des associations de patients.
C'est en effet la première étape de la prise en charge de la maladie par le patient, les soignants, ses proches, avec la construction d'un protocole de soin permettant d'espérer, à plus ou moins long terme un traitement et éventuellement une guérison. En cas de maladie rare, ce diagnostic permet au patient de contacter d'autres porteurs de la même maladie.
Selon Jean-Pierre Grünfeld, président de l'Alliance Maladies rares, 

« l'errance diagnostique fait le lit du retard au diagnostic, avec toutes ses conséquences psychologiques, sociales et économiques. L'errance s'accompagne d'erreurs diagnostiques et de préjudices. Réduire l'errance, c'est répondre à un problème de santé publique. C'est supprimer des traitements inutiles et leur coût (donc éviter le gaspillage des ressources), et rendre plus précoce le recours au traitement adéquat, parfois curatif, toujours « supportif » »

. Durant la phase d'errance, le manque de diagnostic ou l'erreur de diagnostic peut conduire à des comportements inadaptés voire délétères ou blessants pour le malade de la part de son entourage, son employeur, etc. Le retard de diagnostic induit par l'errance retarde aussi le conseil génétique (précieux pour faire un enfant, informer d'autres membres de la famille des risques qu'il court éventuellement, etc.).

## Statistiques
En 2015, une évaluation parue dans New England Journal of Medicine alertait sur le fait qu'aux États-Unis, 12 millions d'adultes sont victimes d'erreurs de diagnostic.
En 2016, l'Alliance Maladies rares (qui en France regroupe plus de 200 associations de patients) a publié une étude (ERRADIAG) sur l'errance diagnostique. Elle s'est basée sur les réponses de 844 patients atteints de 22 maladies rares, qui ont été interrogés via un questionnaire produit avec le concours de méthodologistes du CNRS et de l'INSERM.
Cette étude a conclu que, grâce notamment aux progrès de la médecine, aux Plans nationaux maladies rares et aux centres de références, de réels progrès ont été faits (ex. : « 34 % de ces patients — déjà diagnostiqués — ont attendu de moins de 6 mois pour connaitre le nom de leur maladie, et chez 50 % d'entre eux, leurs symptômes ont été pris en charge dans la première année). L'autre moitié sera néanmoins encore traitée plus tardivement cependant (ex. : 22 % des 844 patients ont attendu plus de cinq ans pour connaitre leur maladie, 25 % des répondants ont attendu près de quatre ans avant que la recherche de leur diagnostic ne débute, avec une inégalité de genre et d'âge (les hommes adultes ont été diagnostiqué en moins de 2 ans, contre plus de 5 ans pour les filles de 2 à 18 ans.

37 % des patients interrogés ont estimé avoir subi une ou plusieurs erreurs de diagnostic dans leur parcours et un quart ont du consulter 5 médecins ou plus pour recevoir leur diagnostic.

Pour plus de 50 % des répondants, cette errance a été source de préjudices physiques et/ou psychiques. Près d'un tiers des interrogés disent avoir eu un conseil génétique retardé à cause de cette errance.
Un résultat surprenant a été que (pour ces maladies, et pour le cas de la France), l'errance diagnostique ne semble pas (ou peu) varier selon le contexte social, de richesse ou territorial, mais peut être selon le niveau d'éducation.

## Pour raccourcir l'errance
Au début des années 2020, la lutte contre l'errance et l'impasse diagnostique sont une action prioritaire du Plan National Maladies Rares 3 (PNMR3). Ce plan fixe l'objectif que « toutes les personnes malades souffrant de maladies rares aient reçu un diagnostic précis un an après la première consultation médicale spécialisée et puissent bénéficier des soins et thérapies disponibles », et que « les seuls malades sans diagnostic précis au plus tard un an après la première consultation d'un spécialiste se limitent à ceux pour lesquels l'état de l'art scientifique et technique ne permet pas d'aboutir à un diagnostic précis (...) tous les malades en impasse diagnostique entrent dans un programme global coordonné de diagnostic et de recherche ».
Il faudrait d'abord, selon l'Alliance Maladies rares, lever un premier obstacle qui est la difficulté, pour les porteurs de maladies rares ou de maladies difficiles à diagnostiquer, à être véritablement entendus par les médecins. Souvent, ces derniers ne prennent pas ou mal en compte certains symptômes en les considérant seulement comme des plaintes, voire en déniant la réalité de la maladie et/ou en « psychiatrisant » le patient, une tendance plus fréquente quand le patient est une femme ou un enfant.
Il faut aussi améliorer la formation et l'information des professionnels de santé, et une meilleure communication entre eux. Le cinéma pourrait aussi contribuer à mieux faire connaitre certaines maladies rares.
La recherche du diagnostic débute souvent chez le médecin généraliste qui devrait pouvoir plus facilement et rapidement identifier les bons référents, dont en s'appuyant sur les nouvelles technologies de l'information.

Vers 2015 : 39 % des diagnostics confirmés le sont par des Centres de référence et des « Centres de compétences maladies rares ».
Les Associations de patients contribuent de leur côté à informer et sensibiliser la population -Qui connaît mieux une maladie rare qu'une famille touchée ?)
Selon Tiphaine Detoudeville (2018), face à un tableau clinique inhabituel, le médecin devrait « Écouter attentivement l'histoire du malade, oser dire « je ne sais pas » et avoir un doute », une étape néessaire pour accélérer l'envoi du malade vers les structures spécialisée dans les maladies rares. Tiphaine Detoudeville (2018) évoque un projet de serious game (Docdoc) se proposant d'enseigner ce type de doute aux étudiants en médecine. Selon elle, « la lutte contre l'errance diagnostique doit être multidisciplinaire et multipartite ».

### Apports de la génomique
Le Plan France Médecine Génomique 2025 vise à développer les techniques diagnostics moléculaires pour l'ensemble des patients porteurs de maladies rares. Son objectif est qu'un séquençage du génome puisse être proposé à tout patients qui en aurait l'indication, à une échéance de cinq ans. Les techniques de séquençage haut-débit du génome humain sont l'une des solutions récentes à l'impasse diagnostique.

### Apports de l'intelligence artificielle
Dans les années 2020, l'intelligence artificielle (IA) acquiert le potentiel de fortement réduire l'errance diagnostique et de mieux adapter et personnaliser les traitements, notamment pour les maladies rares, y compris dans les pays en développement qui manquent de réseaux d'experts :
Par exemple,
- l'outil de prédiagnostic « AccelRare » est destiné à aider les médecins de ville à confirmer ou écarter la piste d'une maladie rare face à des symptômes atypiques.
- l'Institut national de la santé et de la recherche médicale (Inserm)[17] et de nombreuses études ont confirmé que l'IA peut grandement améliorer le diagnostic et le pronostic, notamment en radiologie, en dermatologie, ou encore en ophtalmologie, en détectant des indices invisibles ou difficilement repérables par l'humain[17]. Ceci pose des questions éthiques, juridiques et techniques nouvelles : quid des responsabilités en cas d'échec de l'IA ?, des moyens de détecter des faux postifis ? des données de santé (réelles ou synthétiques) à utiliser pour l'entrainer[17]? (la base de données SNIIRAM maintenant intégrée au SNDS, stocke toutes les prescriptions de médicaments, la description des maladies et les actes hospitaliers, mais parce que créée pour l'économie hospitalière, elle est imprécise sur les diagnostics) ; quid des effets sur la relation médecin-patient et la liberté et l'autonomie de décision du médecin et du patient ? des risques, limites et possibles biais de l'IA ; d'une formation adaptée des médecins et personnels médicaux ? [17]… L'IA peut indiscutablement libérer du temps pour les interactions entre le médecin et son patient, mais il n'y pas encore de procédures robustes et consensuelle de test pour les IA d'assistance au diagnostic (comme on teste les médicaments ou les machines d'imagerie médicale)[17]. En outre, « pour être acceptables ou légitimes, voire pour être écartées car jugées non pertinentes, les décisions de l'algorithme doivent pouvoir être comprises, donc expliquées », ce que toutes les IA ne permettent pas de faire[18].
- Aux Urgences, l'IA est testée dans certains hôpitaux, à titre expérimental, pour aider le service à mieux et plus rapidement orienter les patients[17] ;
- BaMaRa4 : cet outil vise à quantifier et analyser l'« impasse diagnostique » au niveau national, afin notamment de réduire l'impasse diagnostique, et de la mesurer et l'analyser au niveau français. Mais pour cela, il faut que les données des patients atteints de maladies rares y soient renseignées et que tous les patients en impasse diagnostique soient correctement identifiés (ce à quoi sert l'outil BaMaRa).

Il nécessite cependant que les données des patients atteints de maladies rares y soient bien renseignées, et que tous les patients en impasse diagnostique soient correctement identifiés.

## Dédiagnostiquer
Une fois qu'il a été posé, il peut être parfois difficile de sortir d'un diagnostic mal posé. Certains auteurs proposent un nouveau cadre (le « dédiagnostic ») visant à supprimer les diagnostics qui ne contribuent pas à réduire la souffrance des personnes, afin de permettre, si possible, qu'elles soient moins malades ; ces auteurs s'inscrivent généralement dans une démarche plus large, de réévaluation de l'efficacité de certains protocoles thérapeutiques et de diagnostic, et médicaments et diminution de surmédicalisation là où elle est manifeste, et notamment de lutte contre la surmédicalisation ou surutilisation de médicaments (« déprescription »).

### Infographie
- Représentation du parcours d'un patient en errance diagnostique, avec les étapes et sentiments rencontrés, le cheminement vers l'impasse et les perspectives potentielles, réalisé par la filière AnDDI-Rares (filière nationale de santé anomalies du développement avec ou sans déficience intellectuelle de causes rares) et l'ASDU (Association sans diagnostic et unique).